# Merishausertal
Das Merishausertal, resp. Merishuusertaal gemäss Landkarten von Swisstopo, im Volksmund auch Durachtal, ist ein fast vollständig im Kanton Schaffhausen liegendes Tal in der Schweiz, das die Grenze zwischen den Höhen des Randens im Westen und des Reiats im Osten bildet. Es erstreckt sich vom deutschen Neuhaus am Randen, einem Ortsteil der Stadt Blumberg (Schwarzwald-Baar-Kreis), bis ins Zentrum der Stadt Schaffhausen und verläuft überwiegend in südsüdöstlicher Richtung. Im Merishausertal liegen die nördlichste Gemeinde der Schweiz, Bargen, sowie das namensgebende Dorf Merishausen. Zwischen diesen Orten verläuft auf kurzer Strecke beim Weiler Schlauch (Wiechs am Randen, Stadt Tengen) die deutsch-schweizerische Grenze im Talgrund.
Das Tal ist landwirtschaftlich geprägt und wird von der Durach durchflossen, deshalb spricht der Volksmund teilweise vom Durachtal. Auf Höhe Merishausen zweigen Richtung Osten das Grätental und Richtung Westen das Dostental ab, auf Höhe von Bargen westlich das Mühlental.
Die H5, ehemals Autostrasse A4, führt durch das Tal nach Deutschland, hinter Bargen befindet sich das gleichnamige Schweizer Zollamt, etwa 2 km oberhalb liegen vor Neuhaus am Randen die deutschen Zollgebäude. Ausserdem verlaufen die Hauptstrasse 4 sowie die Wanderland-Route Nr. 77 (Westarm der ViaGottardo) von SchweizMobil durch das Merishausertal.
Im Norden von Schaffhausen, in der Nähe des Logierhauses (heute International School of Schaffhausen), wo sich bis etwa zum Jahre 1200 das Dorf Berslingen befand, wechselt der Name des Tals. Von hier an wird es Mühlental genannt. Auch der Charakter des Tals ändert sich. Es wird schmal, mit zum Teil senkrecht abfallenden Felswänden. Hier erwarb Johann Conrad Fischer im Jahre 1802 eine Mühle, die er zu einer Giesserei umfunktionierte und mit dieser den Grundstein zur heutigen Georg Fischer AG legte. Im Laufe der Zeit baute die aufstrebende Firma im schmalen Tal riesige Werkhallen, in denen Stahlprodukte aller Art wie z. B. Turbinen und Panzerschalen gegossen wurden.
Beim Bahnhof Schaffhausen endet das Mühlental.